# Nevické
Nevické, ukrajinsky Невицьке, maďarsky Nevicke, je obec v Onokivské územní komunitě, v okrese Užhorod, v Zakarpatské oblasti na Ukrajině. V roce 2001 zde žilo 1028 obyvatel.

## Historie

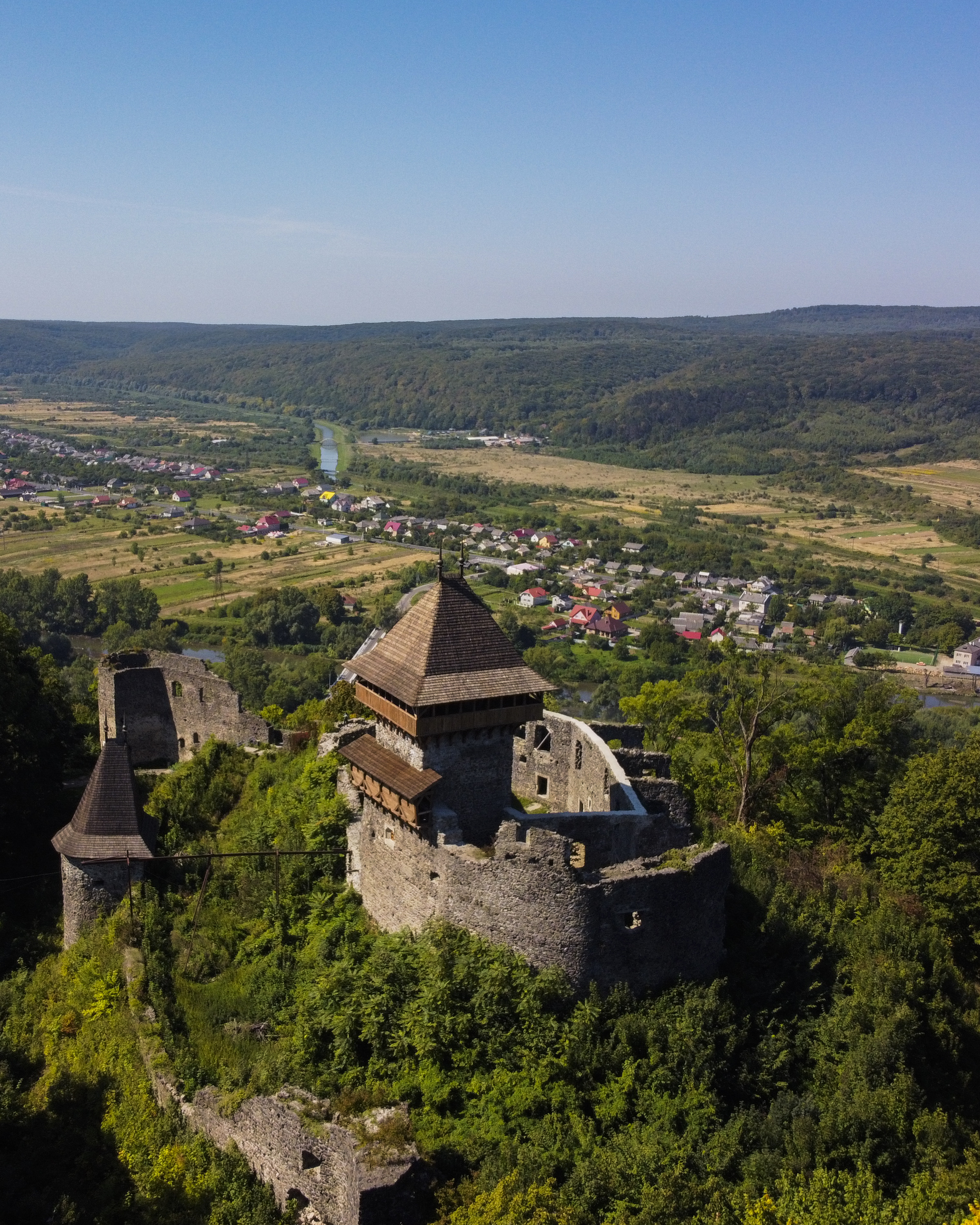
Letecký pohled na Nevické, v popředi Nevický hrad

Do uzavření Trianonské smlouvy byla ves součástí Uherska, poté byla součástí Československa, byl zde obecní notariát. V roce 1939 byla ves okupována Maďarskem. Od roku 1945 byla součástí Ukrajinské sovětské socialistické republiky, která byla součástí SSSR. Po likvidaci řeckokatolické církve na konci 40. let 20. století byli 2 místní kněží posláni do sovětských koncentračních táborů. Od roku 1991 je Nevické součástí nezávislé Ukrajiny.

## Pamětihodnosti
- Chrám na přímluvu svaté Matky Boží, z roku 1777
- Nevický hrad, zřícenina hradu ze 14. století